# 21697 Mascharak
21697 Mascharak (1999 RW54) là một tiểu hành tinh vành đai chính được phát hiện ngày 7 tháng 9 năm 1999 bởi Nhóm nghiên cứu tiểu hành tinh gần Trái Đất phòng thí nghiệm Lincoln ở Socorro. Nó được đặt theo tên Smita Mascharak as part of a 2nd place grand prize ở the Intel ISEF.